# Die glückliche Hand

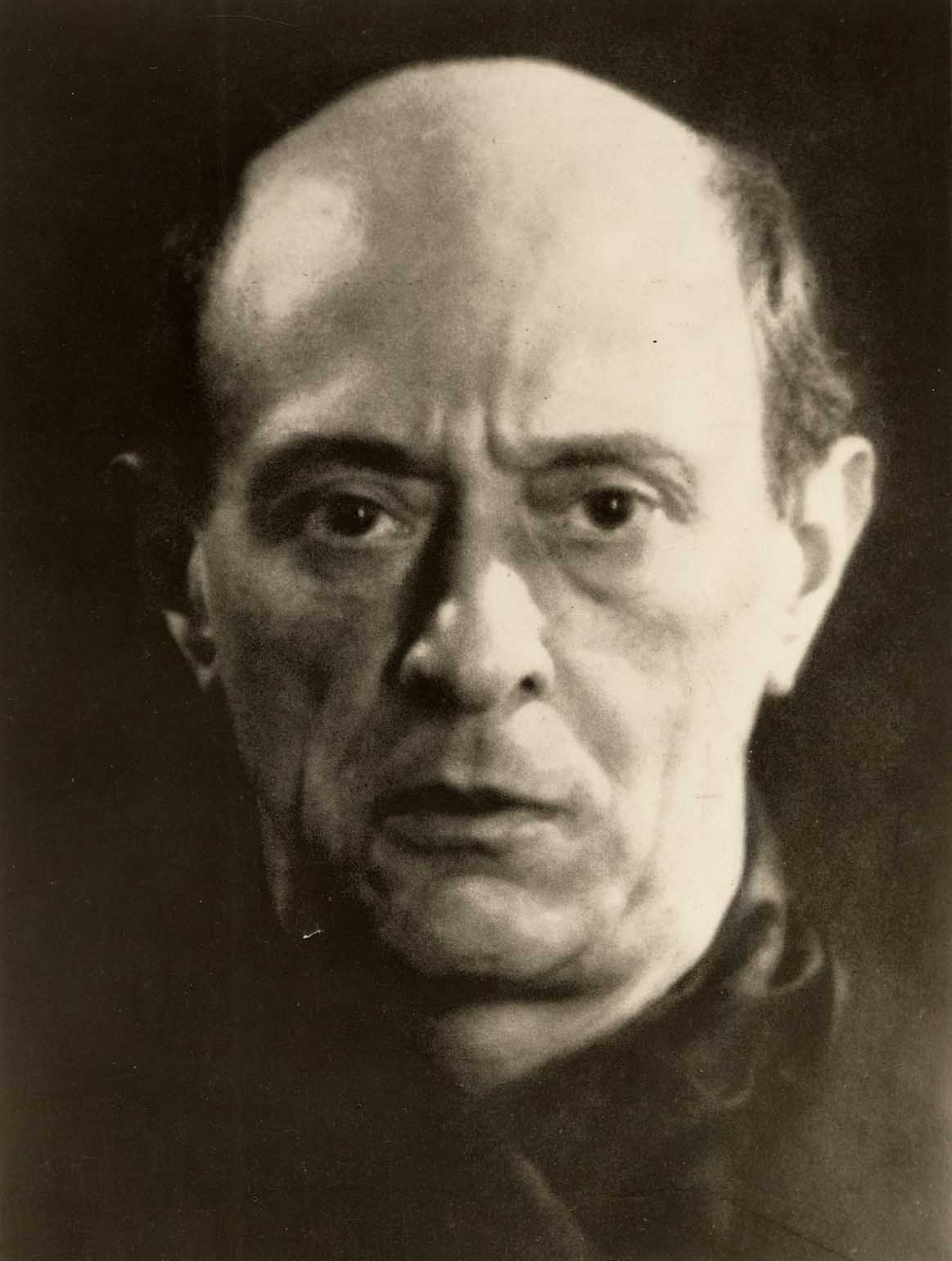
Arnold Schönberg

Die glückliche Hand (La Main heureuse) est un drame musical en un acte (drama mit musik) d'Arnold Schönberg. Achevé en 1913, il est créé le 10 octobre 1924 au Volksoper de Vienne avec le baryton Alfred Jerger sous la direction de Fritz Stiedry. Création françaises, à la radio en février 1964 sous la direction de Michael Gielen, à la scène à Lyon en février 1969 et en version française, sous la direction de René Leibowitz.

## Distribution
- Un artiste baryton
- Deux mimes : un homme et une femme
- Chœur mixte : six hommes, six femmes

## Argument
Ce drame symbolique raconte la quête de bonheur d'un homme seul, dans une esthétique pré-surréaliste.
- Durée d'exécution : vingt minutes.

## Discographie sélective
- Le chœur et l'Orchestre symphonique de la BBC dirigé par Pierre Boulez avec Siegmund Nimsgern CBS